# Half-Life (seria)
Half-Life (zapisywane jako HλLF-LIFE) – seria strzelanek pierwszoosobowych o tematyce fantastycznonaukowej stworzonych przez Valve Corporation.
Seria opowiada o fizyku Gordonie Freemanie, który początkowo pracuje dla Black Mesa Research Facility. Po wybuchu w laboratorium do świata przedostają się obce istoty z obcego wymiaru Xen.
| Gra                       | GameRankings | Metacritic |
| ------------------------- | ------------ | ---------- |
| Half-Life                 | PC: 94,28%   | PC: 96%    |
| Half-Life: Opposing Force | –            | –          |
| Half-Life: Blue Shift     | 67,4%        | 71%        |
| Half-Life: Decay          | –            | –          |
| Half-Life 2               | PC: 95,36%   | PC: 96%    |
| Half-Life 2: Episode One  | 85,82%       | 87%        |
| Half-Life 2: Episode Two  | 90,68%       | 90%        |
| Portal                    | 89,15%       | 90%        |
| Portal 2                  | PC: 95,03%   | PC: 95%    |

## Główna seria

### Half-Life (1998)
Pierwsza gra z serii została wydana 19 listopada 1998 roku. Opowiada ona historię Gordona Freemana po kaskadzie rezonansowej, kiedy na terenie całego ośrodka Black Mesa Research Facility otworzyły się portale do świata Xen. Gordon podróżuje przez Black Mesa próbując dotrzeć do naukowców mogących zamknąć portale. Na koniec teleportuje się do Xen i zabija Nihilanta (ang. Nihilanth). 12 lutego 1999 zostało wydane Half-Life: Uplink – oficjalne demo gry (chociaż wcześniej zostało wydane demo OEM nazwane Half-Life: Day One), w którym dostępne są poziomy, które nie występują w pełnej wersji Half-Life. W roku 2004 gra została wydana jako Half-Life: Source, gdzie skorzystano z nowych możliwości silnika Source.

### Half-Life: Opposing Force (1999)
Pierwszy dodatek do gry komputerowej Half-Life. Gracz przejmuje rolę kaprala Marines Adriana Shepharda. Shephard został przydzielony do misji zatarcia śladów incydentu w Black Mesa oraz zabicia Gordona Freemana, ale wskutek katastrofy helikoptera odłączył się od zespołu i zaczął walczyć z obcymi po stronie naukowców z Black Mesa.

### Half-Life: Blue Shift (2001)
Drugi dodatek do Half-Life'a, w którym gracz kieruje strażnikiem Black Mesa, Barneyem Calhounem, który usiłuje uciec od inwazji Obcych.

### Half-Life: Decay (2001)
Trzecie rozszerzenie gry Half-Life, dostępne jedynie na konsole PlayStation 2. Głównymi bohaterami gry są koleżanki Gordona Freemana, Gina Cross i Colette Green. W przeciwieństwie do poprzednich gier, w Decay można grać w trybie kooperacji.

### Half-Life 2 (2004)
Kontynuacja gry Half-Life, którego akcja toczy się w Mieście 17 (ang. City 17) w niedalekiej przyszłości. Do gry dodano działo grawitacyjne (ang. gravity gun). Valve stworzył także demo technologiczne testujące high dynamic range rendering o nazwie Half-Life 2: Lost Coast. Początkowo miało ono być częścią rozdziału Autostrada 17 (ang. Highway 17) gry Half-Life 2. Gracz ma za zadanie przedostać się z plaży do kościoła, w którym znajduje się posterunek Kombinatu i zatrzymać inwazję na pobliskie miasteczko.

### Half-Life 2: Episode One (2006)
Akcja również toczy się w Mieście 17 krótko po wydarzeniach z podstawowej gry. Koncentruje się na współpracy Gordona Freemana i Alyx Vance. Kończy się wybuchem Cytadeli oraz ucieczką głównych bohaterów.

### Half-Life 2: Episode Two (2007)
Kontynuacja Episode One. Gordon i Alyx trafiają do lasu w pobliżu Miasta 17 i dowiadują się, że posiadany przez nich pakiet danych może zamknąć superportal tworzący się nad miastem.

### Half-Life: Alyx (2020)
Gra, której akcja rozgrywa się pomiędzy wydarzeniami z Half-Life'a i Half-Life'a 2. Koncentruje się na walce Alyx Vance oraz jej ojca z Kombinatem oraz wrogimi kosmitami okupującymi Ziemię. Jest to pierwszy tytuł z serii powstający wyłącznie w trybie VR. Gra została zapowiedziana w listopadzie 2019 roku, zaś jej premiera odbyła się 23 marca 2020 roku.

## Poboczne produkcje
Valve stworzyło 2 spin-offy, które nawiązują do fabuły z gier Half-Life.
Portal – jednoosobowa gra logiczna wydana 10 października 2007 roku, której akcja dzieje się w świecie Half-Life. Gracz kontroluje Chell, która przechodzi przez różne testy w Aperture Science Enrichment Center z pomocą urządzenia tworzącego portale przestrzenne.
Portal 2 – wydany 19 kwietnia 2011 roku. Gracz ponownie kontroluje Chell która próbuje wydostać się z laboratorium. Twórcy zamieścili w grze nawiązania do statku Borealis.
Black Mesa (dawniej Black Mesa: Source) – nieoficjalna modyfikacja drugiej części gry, używająca silnika Source. Projekt odwzorowuje poziomy z pierwszej części Half-Life’a. W porównaniu z oryginałem gra zawiera poprawioną grafikę, nowe miejsca i ścieżkę dźwiękową. Premiera odbyła się 14 września 2012 w usłudze Steam Greenlight. Black Mesa została uznana przez czytelników serwisu ModDB za najlepszą modyfikację roku 2012.
Hunt Down The Freeman – wydana 24 lutego 2018 roku fanowska gra, używająca silnika Source. Gracz kontroluje Mitchella Shepharda który zostaje wysłany do kompleksu Black Mesa. Po zaatakowaniu przez człowieka, którym według bohatera jest Gordon Freeman, trafia do szpitala. Tam enigmatyczny G-Man proponuje mu nieokreśloną nagrodę w zamian za zlikwidowanie Freemana „gdy nadarzy się okazja”. Projekt spotkał się z niską oceną z powodu m.in. licznych błędów czy pogłosek o naruszeniu praw autorskich do niektórych ze stosowanych w nim elementów.

## Anulowane produkcje
Half-Life 2: Episode Three – trzeci dodatek do gry Half-Life 2, wieńczący "trylogię epizodów" i prawdopodobnie ostatnia część serii (Gabe Newell z Valve jednak zdradził, że twórcy przygód Gordona Freemana wciąż mają mnóstwo pomysłów na kolejne części) przedstawiająca dotychczas zaplanowaną fabułę. Pierwsza grafika koncepcyjna została zaprezentowana w konkursie „Into the Pixel”.

### Opis fabuły
Dodatek ten, tak jak poprzednie epizody, przedstawia historię widzianą oczyma Gordona Freemana i kontynuuje fabułę z epizodu pierwszego i drugiego. W przedostatnim rozdziale epizodu drugiego, dr Kleiner i Eli Vance odtwarzają przekaz od dr Judith Mossman, a także ukryte w nim nagranie, na którym pokazany jest legendarny statek Borealis. Borealis, uważany za zaginiony, jest własnością Aperture Science (twórców m.in. działa portalowego). Vance jest przeciwny wykorzystaniu potęgi technologii, która się na nim znajduje przeciwko Kombinatowi, ponieważ uważa ją za zbyt potężną, aby człowiek mógł nią władać. Poleca zatem Gordonowi, aby zniszczył statek. Wkrótce po rozmowie dr Eli Vance zostaje zabity przez Combine Advisora (to wydarzenie zakończyło EP2) i tym samym nie zostaje ujawniona technologia znajdująca się na statku, oraz czego tak bardzo bał się Eli. Podczas sceny jego śmierci można zobaczyć śmigłowiec, którym najprawdopodobniej Gordon i Alyx polecą na Arktykę, aby dowiedzieć się co zaszło w bazie, która została zaatakowana przez Kombinat. W wersji beta Half-Life'a 2 podana została jej nazwa – Kraken Base.

## Film
Pięciominutowy film Half-Life: Uplink został stworzony przez brytyjską agencję marketingową Cruise Control w celu wypromowania gry. Początkowo film miał być wydany w Internecie 22 lutego 1999, lecz zostało to opóźnione ze względów problemów licencyjnych pomiędzy Valve i Sierra (wtedy wydawcą serii Half-Life). Jednak Cruise Control postanowiło wydać film 15 marca 1999. Po tym, jak film został udostępniony bez zgody żadnej z firm związanych z serią, dystrybucja filmu została wstrzymana przez Sierrę. Wiele stron internetowych o grze Half-Life, które uruchomiły mirrory filmu, zostały zmuszone do usunięcia go.